# 10,000 Days
10,000 Days – czwarty studyjny album zespołu Tool wydany w 2006 roku.
Tytułowe dziesięć tysięcy dni prawdopodobnie odnosi się do 27 lat (w przybliżeniu), jakie upłynęły od początku choroby matki lidera zespołu Maynarda Jamesa Keenana do jej śmierci. Jej poświęcone są także dwa utwory (a właściwie jeden w dwóch częściach), czyli "Wings Pt 1" i "Pt 2".
W Polsce album osiągnął status złotej płyty.

## Lista utworów
1. "Vicarious" – 7:06
2. "Jambi" – 7:28
3. "Wings for Marie (Pt 1)" – 6:11
4. "10,000 Days (Wings Pt 2)" – 11:13
5. "The Pot" – 6:21
6. "Lipan Conjuring" – 1:11
7. "Lost Keys (Blame Hofmann)" – 3:46
8. "Rosetta Stoned" – 11:11
9. "Intension" – 7:21
10. "Right in Two" – 8:55
11. "Viginti Tres" – 5:02

## Twórcy
- Danny Carey – perkusja
- Justin Chancellor – gitara basowa
- Maynard James Keenan – wokal
- Adam Jones – gitara
- Joe Barresi – inżynieria dźwięku, miksowanie
- Alex Grey – ilustracje
- Bob Ludwig – mastering
- Lustmord – efekty
- Bill McConnell – śpiew (utwór "Lipan Conjuring")
- Camella Grace – śpiew (utwór "Lost Keys (Blame Hofmann)")

## Listy sprzedaży
| Lista                   | Kraj              | Pozycja |
| ----------------------- | ----------------- | ------- |
| OLiS                    | Polska            | 1       |
| Billboard 200           | Stany Zjednoczone | 1       |
| Sverigetopplistan       | Szwecja           | 2       |
| Ultratop 50             | Belgia            | 1       |
| MegaCharts              | Holandia          | 1       |
| Suomen virallinen lista | Finlandia         | 2       |
| SNEP                    | Francja           | 78      |
| Media Control Charts    | Niemcy            | 2       |
| FIMI                    | Włochy            | 7       |
| RIANZ                   | Nowa Zelandia     | 1       |
| VG-Lista                | Norwegia          | 1       |
| PROMUSICAE              | Hiszpania         | 18      |
| Schweizer Hitparade     | Szwajcaria        | 3       |
| UK Albums Chart         | Wielka Brytania   | 4       |
| Tracklisten             | Dania             | 2       |
| IRMA                    | Irlandia          | 6       |